# Tuppstjärtstyrann
Tuppstjärtstyrann (Alectrurus tricolor) är en fågel i familjen tyranner inom ordningen tättingar.

## Utseende
Tuppstjärtstyrannen är en liten tyrann med mycket speciellt utseende. Hanen är mestadels svart ovan, med grå övergump och en vit fläck på skuldran. Ansiktet är vitt, liksom undersidan, med en svart fläck på vardera bröstsidan. Den svarta stjärten har breda mittersta stjärtpennor som är förlängda och vridna vinkelrätt mot de andra. Honan liknar hanen, men har brunt i stället för svart, beigetonat vitt under och normalformad, kort stjärt. Arten är mestadels tystlåten, men kan avge olika svaga läten. Kroppslängden är 12 cm, för hanen 18 cm inklusive stjärten.

## Utbredning och systematik
Fågeln förekommer lokalt i östra Bolivia, nordöstra Argentina, nordöstra Paraguay och södra Brasilien. Den behandlas som monotypisk, det vill säga att den inte delas in i några underarter.

## Status och hot
Germains påfågelfasan har en liten världspopulation bestående av uppskattningsvis endast 6 000–15 000 vuxna individer. Den tros också minska i antal till följd av habitatförlust. Internationella naturvårdsunionen IUCN kategoriserar den som sårbar.